# 格林維爾 (德克薩斯州)
格林維爾（英語：Sierra Blanca）是一個位於美國德克薩斯州亨特縣的城市。根據2010年美國人口普查，該地共人口25557人，而該地的面積約為86.60平方千米。同時該地也是亨特縣的縣治。

## 地理
格林維爾的座標為33°07′34″N 96°06′35″W / 33.12611°N 96.10972°W，而該地的平均海拔高度為165米（即541英尺）。